# Komisja sejmowa

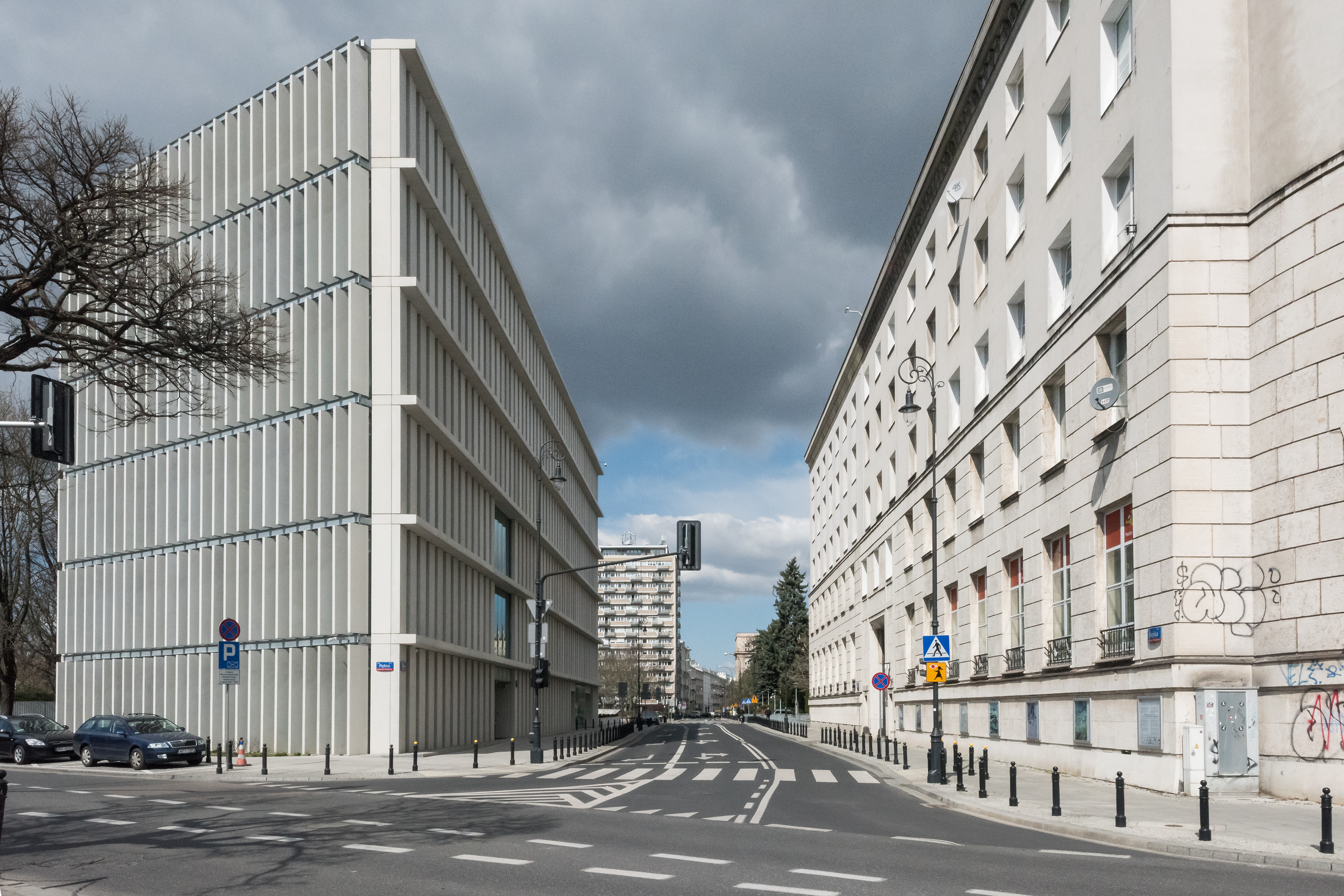
Budynek Komisji Sejmowych (po lewej) przy ul. Wiejskiej 1 w kompleksie budynków Sejmu

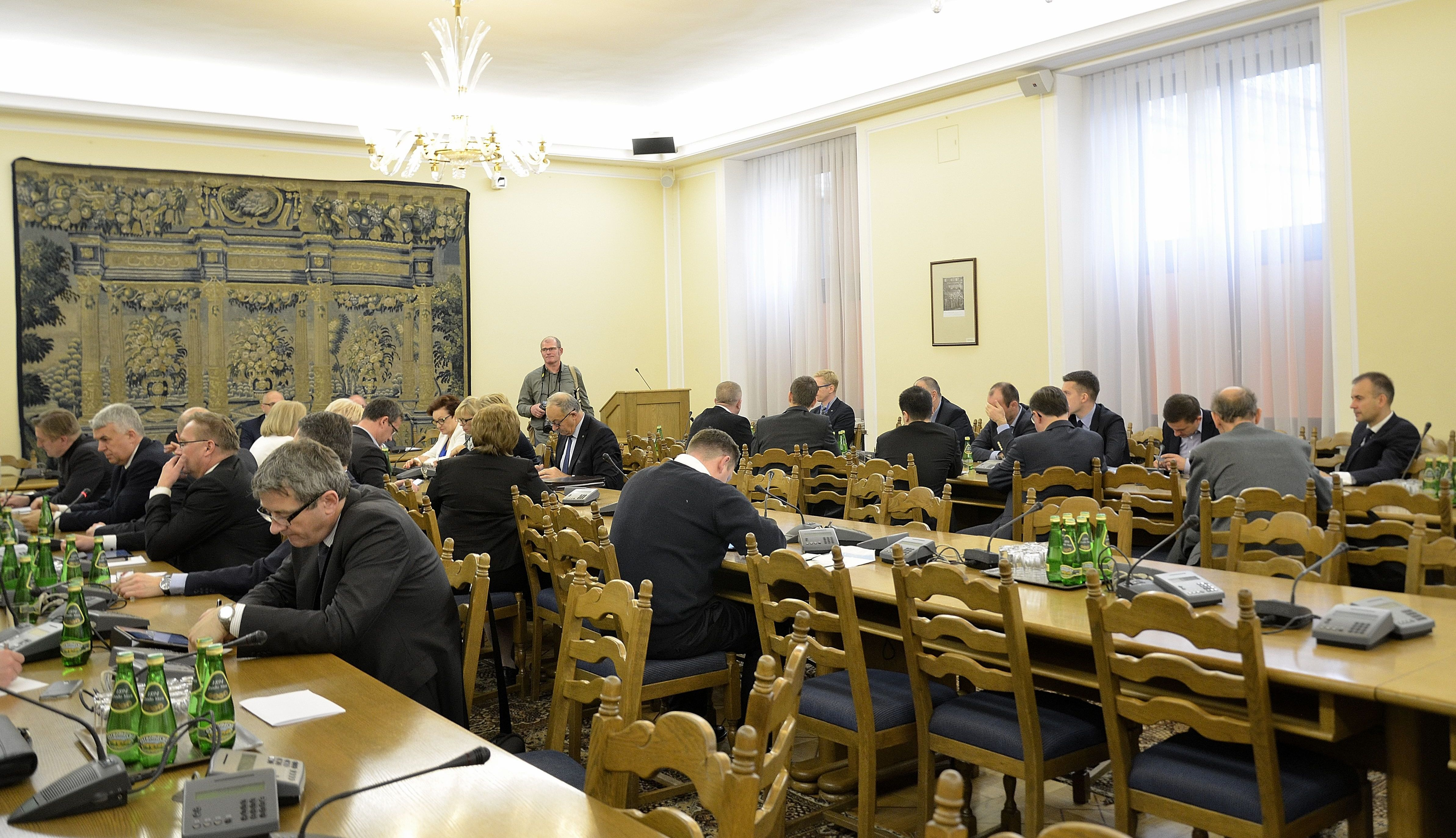
Posiedzenie sejmowej Komisji Gospodarki i Rozwoju (2015)

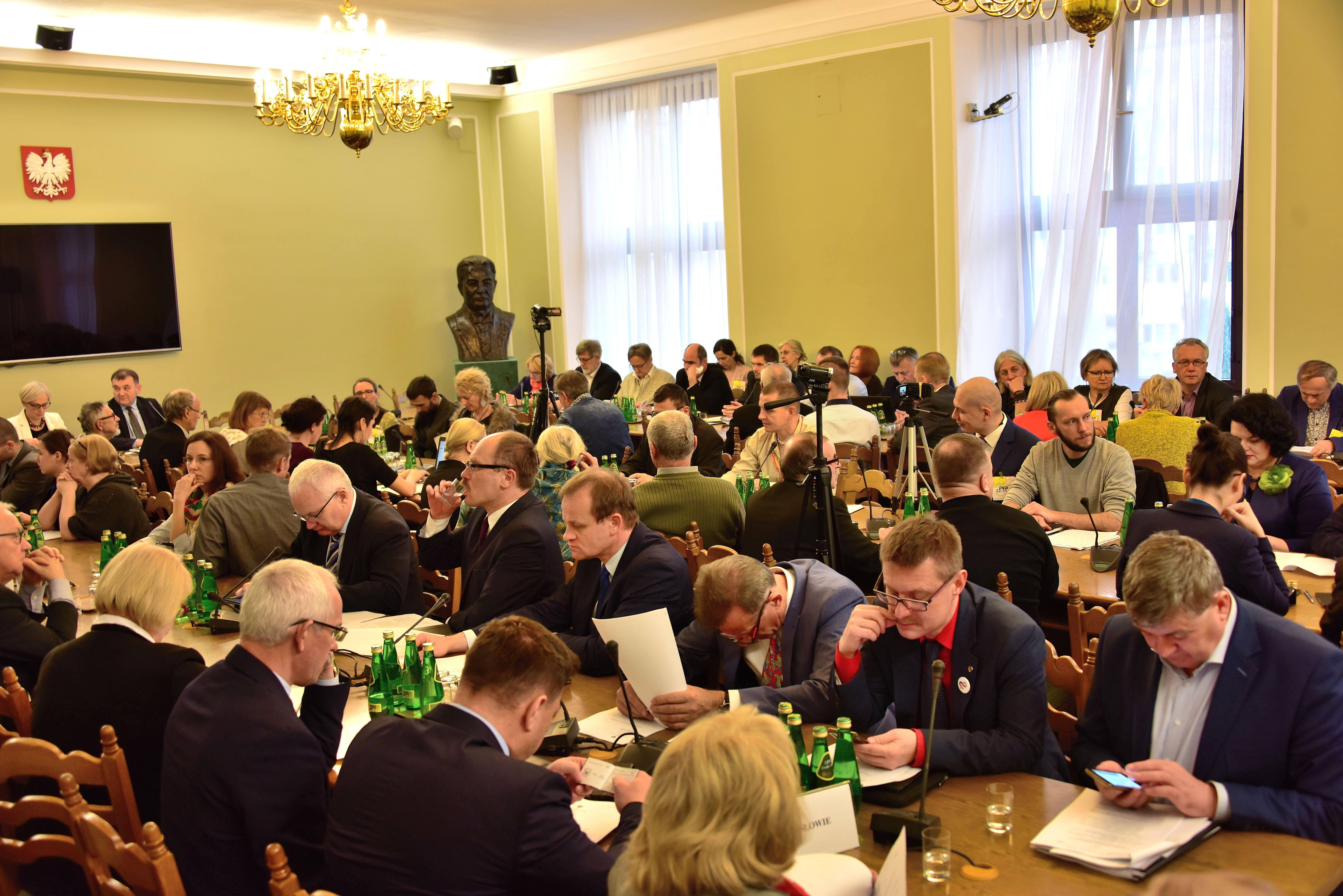
Posiedzenie Komisji Rolnictwa i Rozwoju Wsi oraz Komisji Ochrony Środowiska, Zasobów Naturalnych i Leśnictwa (2017)

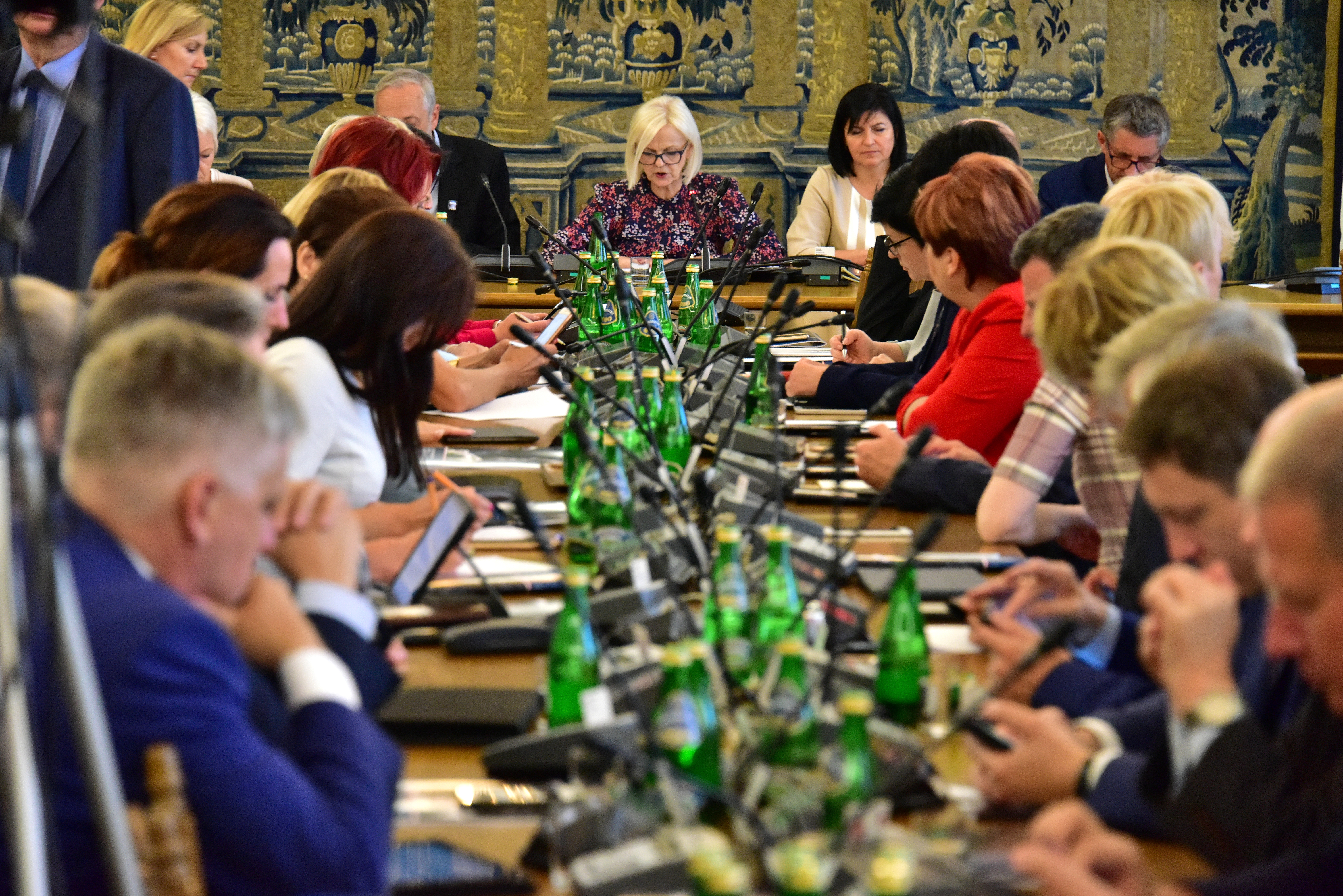
Posiedzenie Komisji Edukacji, Nauki i Młodzieży oraz Komisji Polityki Społecznej i Rodziny (2018)

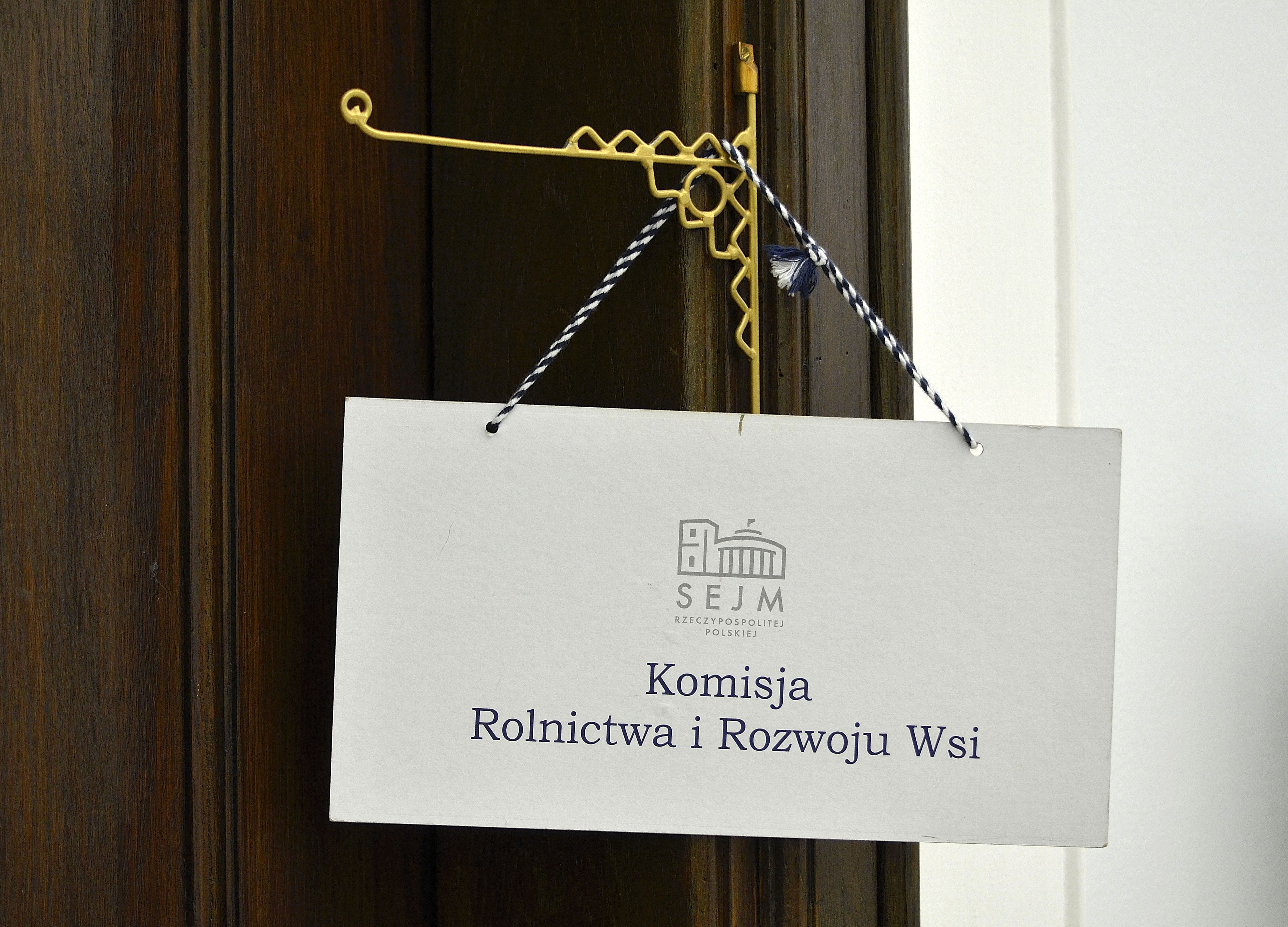
Standardowa informacja o trwającym posiedzeniu Komisji Rolnictwa i Rozwoju Wsi

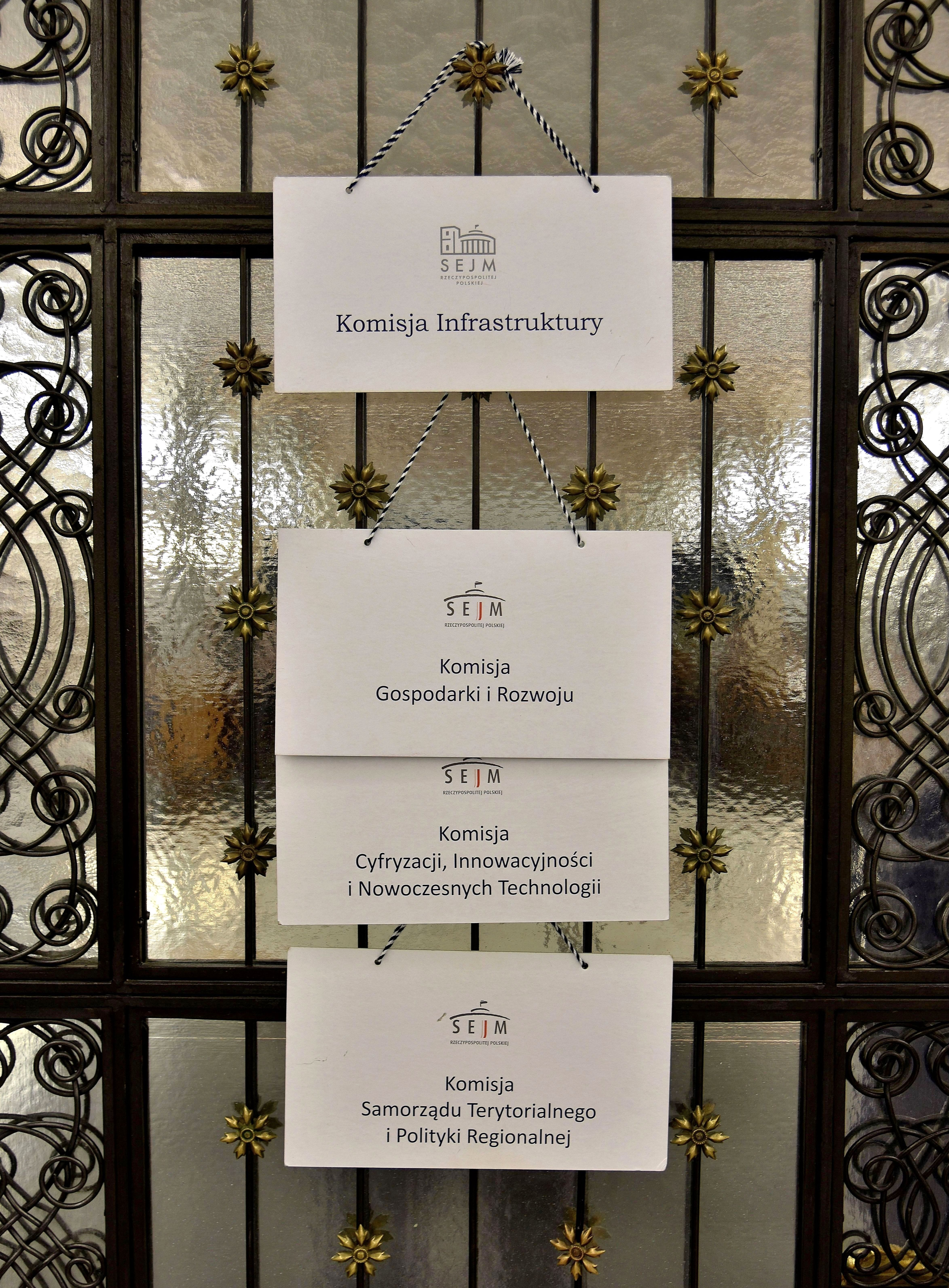
Informacja o wspólnym posiedzeniu czterech stałych komisji w celu rozpatrzenia dokumentu rządu Raport o rozwoju społeczno-gospodarczym,
regionalnym oraz przestrzennym (druk 684) w Sali Kolumnowej (2016)

Komisja sejmowa – organ Sejmu Rzeczypospolitej Polskiej.

## Opis
Zgodnie z art. 17 Regulaminu Sejmu komisje sejmowe są powoływane do:
- rozpatrywania i przygotowywania spraw stanowiących przedmiot prac Sejmu,
- wyrażania opinii w sprawach przekazanych pod ich obrady przez Sejm, Marszałka Sejmu lub Prezydium Sejmu
- kontroli sejmowej w zakresie określonym Konstytucją i ustawami.

Zgodnie z art. 110 Konstytucji można wyróżnić dwa rodzaje komisji sejmowych: komisje stałe i komisje nadzwyczajne – czyli takie, które są powoływane przez Sejm i mają dokładnie określone: cel, zasady i tryb działania.
Specjalnym rodzajem komisji nadzwyczajnej jest komisja śledcza.
Skład osobowy poszczególnych komisji jest wybierany przez Sejm na wniosek Prezydium Sejmu po zasięgniętej uprzednio opinii Konwentu Seniorów.
Pierwsze posiedzenie komisji zwołuje i prowadzi Marszałek Sejmu – na posiedzeniu tym komisja wybiera ze swego grona prezydium komisji w składzie: przewodniczący oraz zastępcy przewodniczącego. Członkowie prezydium są powoływani i odwoływani przez komisję w głosowaniu jawnym, zwykłą większością głosów.
Komisje mogą powoływać podkomisje. Dla powołania podkomisji stałej, konieczna jest zgoda Prezydium Sejmu. 
Bieżącą obsługę administracyjną komisji zapewnia Biuro Komisji Sejmowych, a w przypadku Komisji do Spraw Unii Europejskiej – Biuro Spraw Międzynarodowych Kancelarii Sejmu.

## Stałe komisje sejmowe

### X kadencja[1]
- Komisja Administracji i Spraw Wewnętrznych (ASW)
- Komisja Cyfryzacji, Innowacyjności i Nowoczesnych Technologii (CNT)
  - Podkomisja stała do spraw sztucznej inteligencji i przejrzystości algorytmów (CNT01S)
- Komisja do Spraw Energii, Klimatu i Aktywów Państwowych (ESK)
- Komisja do Spraw Kontroli Państwowej (KOP)
- Komisja do Spraw Petycji (PET)
- Komisja do Spraw Służb Specjalnych (KSS)
- Komisja do Spraw Unii Europejskiej (SUE)
- Komisja Edukacji i Nauki (ENM)
- Komisja do Spraw Dzieci i Młodzieży (DIM)
- Komisja Etyki Poselskiej (EPS)
- Komisja Finansów Publicznych (FPB)
- Komisja Gospodarki i Rozwoju (GOR)
  - Podkomisja stała do spraw przedsiębiorczości (GOR01S)
  - Podkomisja stała do spraw rozwoju gospodarczego (GOR02S)
  - Podkomisja stała do spraw innowacyjności i konkurencyjności gospodarki (GOR03S)
- Komisja Gospodarki Morskiej i Żeglugi Śródlądowej (GMZ)
- Komisja Infrastruktury (INF)
- Komisja Kultury Fizycznej, Sportu i Turystyki (KFS)
- Komisja Kultury i Środków Przekazu (KSP)
- Komisja Łączności z Polakami za Granicą (LPG)
- Komisja Mniejszości Narodowych i Etnicznych (MNE)
- Komisja Obrony Narodowej (OBN)
- Komisja Ochrony Środowiska, Zasobów Naturalnych i Leśnictwa (OSZ)
- Komisja Odpowiedzialności Konstytucyjnej (ODK)
- Komisja Polityki Senioralnej (PSN)
- Komisja Polityki Społecznej i Rodziny (PSR)
- Komisja Regulaminowa, Spraw Poselskich i Immunitetowych (RSP)
- Komisja Rolnictwa i Rozwoju Wsi (RRW)
- Komisja Samorządu Terytorialnego i Polityki Regionalnej (STR)
- Komisja Spraw Zagranicznych (SZA)
- Komisja Sprawiedliwości i Praw Człowieka (SPC)
- Komisja Ustawodawcza (UST)
- Komisja Zdrowia (ZDR)

### IX kadencja[2]
- Komisja Administracji i Spraw Wewnętrznych (ASW)
- Komisja Cyfryzacji, Innowacyjności i Nowoczesnych Technologii (CNT)
- Komisja do Spraw Energii i Skarbu Państwa (ESK)
- Komisja do Spraw Kontroli Państwowej (KOP)
- Komisja do Spraw Petycji (PET)
- Komisja do Spraw Służb Specjalnych (KSS)
- Komisja do Spraw Unii Europejskiej (SUE)
- Komisja Edukacji, Nauki i Młodzieży (ENM)
- Komisja Etyki Poselskiej (EPS)
- Komisja Finansów Publicznych (FPB)
- Komisja Gospodarki i Rozwoju (GOR)
- Komisja Gospodarki Morskiej i Żeglugi Śródlądowej (GMZ)
- Komisja Infrastruktury (INF)
- Komisja Kultury Fizycznej, Sportu i Turystyki (KFS)
- Komisja Kultury i Środków Przekazu (KSP)
- Komisja Łączności z Polakami za Granicą (LPG)
- Komisja Mniejszości Narodowych i Etnicznych (MNE)
- Komisja Obrony Narodowej (OBN)
- Komisja Ochrony Środowiska, Zasobów Naturalnych i Leśnictwa (OSZ)
- Komisja Odpowiedzialności Konstytucyjnej (ODK)
- Komisja Polityki Senioralnej (PSN)
- Komisja Polityki Społecznej i Rodziny (PSR)
- Komisja Regulaminowa i Spraw Poselskich (RSP)
- Komisja Rolnictwa i Rozwoju Wsi (RRW)
- Komisja Samorządu Terytorialnego i Polityki Regionalnej (STR)
- Komisja Spraw Zagranicznych (SZA)
- Komisja Sprawiedliwości i Praw Człowieka (SPC)
- Komisja Ustawodawcza (UST)
- Komisja Zdrowia (ZDR)

### VIII kadencja[3]
- Komisja Administracji i Spraw Wewnętrznych (ASW)
- Komisja Cyfryzacji, Innowacyjności i Nowoczesnych Technologii (CNT)
- Komisja do Spraw Energii i Skarbu Państwa (ESK)
- Komisja do Spraw Kontroli Państwowej (KOP)
- Komisja do Spraw Petycji (PET)
- Komisja do Spraw Służb Specjalnych (KSS)
- Komisja do Spraw Unii Europejskiej (SUE)
- Komisja Edukacji, Nauki i Młodzieży (ENM)
- Komisja Etyki Poselskiej (EPS)
- Komisja Finansów Publicznych (FPB)
- Komisja Gospodarki i Rozwoju (GOR)
- Komisja Gospodarki Morskiej i Żeglugi Śródlądowej (GMZ)
- Komisja Infrastruktury (INF)
- Komisja Kultury Fizycznej, Sportu i Turystyki (KFS)
- Komisja Kultury i Środków Przekazu (KSP)
- Komisja Łączności z Polakami za Granicą (LPG)
- Komisja Mniejszości Narodowych i Etnicznych (MNE)
- Komisja Obrony Narodowej (OBN)
- Komisja Ochrony Środowiska, Zasobów Naturalnych i Leśnictwa (OSZ)
- Komisja Odpowiedzialności Konstytucyjnej (ODK)
- Komisja Polityki Senioralnej (PSN)
- Komisja Polityki Społecznej i Rodziny (PSR)
- Komisja Regulaminowa i Spraw Poselskich (RSP)
- Komisja Rolnictwa i Rozwoju Wsi (RRW)
- Komisja Samorządu Terytorialnego i Polityki Regionalnej (STR)
- Komisja Spraw Zagranicznych (SZA)
- Komisja Sprawiedliwości i Praw Człowieka (SPC)
- Komisja Ustawodawcza (UST)
- Komisja Zdrowia (ZDR)

### VII kadencja[4]
- Komisja Administracji i Spraw Wewnętrznych (ASW)
- Komisja do Spraw Kontroli Państwowej (KOP)
- Komisja do Spraw Służb Specjalnych (KSS)
- Komisja do Spraw Unii Europejskiej (SUE)
- Komisja Edukacji, Nauki i Młodzieży (ENM)
- Komisja Etyki Poselskiej (EPS)
- Komisja Finansów Publicznych (FPB)
- Komisja Gospodarki (GOS)
- Komisja Infrastruktury (INF)
- Komisja Innowacyjności i Nowoczesnych Technologii (INT)
- Komisja Kultury Fizycznej i Sportu (KFS)
- Komisja Kultury i Środków Przekazu (KSP)
- Komisja Łączności z Polakami za Granicą (LPG)
- Komisja Mniejszości Narodowych i Etnicznych (MNE)
- Komisja Obrony Narodowej (OBN)
- Komisja Ochrony Środowiska, Zasobów Naturalnych i Leśnictwa (OSZ)
- Komisja Odpowiedzialności Konstytucyjnej (ODK)
- Komisja Polityki Senioralnej (PSN)
- Komisja Polityki Społecznej i Rodziny (PSR)
- Komisja Regulaminowa i Spraw Poselskich (RSP)
- Komisja Rolnictwa i Rozwoju Wsi (RRW)
- Komisja Samorządu Terytorialnego i Polityki Regionalnej (STR)
- Komisja Skarbu Państwa (SUP)
- Komisja Spraw Zagranicznych (SZA)
- Komisja Sprawiedliwości i Praw Człowieka (SPC)
- Komisja Ustawodawcza (UST)
- Komisja Zdrowia (ZDR)

### VI kadencja[5]
- Komisja Administracji i Spraw Wewnętrznych (ASW)
- Komisja do Spraw Kontroli Państwowej (KOP)
- Komisja do Spraw Służb Specjalnych (KSS)
- Komisja do Spraw Unii Europejskiej (SUE)
- Komisja Edukacji, Nauki i Młodzieży (ENM)
- Komisja Etyki Poselskiej (EPS)
- Komisja Finansów Publicznych (FPB)
- Komisja Gospodarki (GOS)
- Komisja Infrastruktury (INF)
- Komisja Innowacyjności i Nowoczesnych Technologii (INT) – powołana 29 października 2010
- Komisja Kultury Fizycznej i Sportu (KFS)
- Komisja Kultury i Środków Przekazu (KSP)
- Komisja Łączności z Polakami za Granicą (LPG)
- Komisja Mniejszości Narodowych i Etnicznych (MNE)
- Komisja Obrony Narodowej (OBN)
- Komisja Ochrony Środowiska, Zasobów Naturalnych i Leśnictwa (OSZ)
- Komisja Odpowiedzialności Konstytucyjnej (ODK)
- Komisja Polityki Społecznej i Rodziny (PSR)
- Komisja Regulaminowa i Spraw Poselskich (RSP)
- Komisja Rolnictwa i Rozwoju Wsi (RRW)
- Komisja Samorządu Terytorialnego i Polityki Regionalnej (STR)
- Komisja Skarbu Państwa (SUP)
- Komisja Spraw Zagranicznych (SZA)
- Komisja Sprawiedliwości i Praw Człowieka (SPC)
- Komisja Ustawodawcza (UST)
- Komisja Zdrowia (ZDR)

### V kadencja[6]
- Komisja Administracji i Spraw Wewnętrznych (ASW)
- Komisja do Spraw Kontroli Państwowej (KOP)
- Komisja do Spraw Służb Specjalnych (KSS)
- Komisja do Spraw Unii Europejskiej (SUE)
- Komisja Edukacji, Nauki i Młodzieży (ENM)
- Komisja Etyki Poselskiej (EPS)
- Komisja Finansów Publicznych (FPB)
- Komisja Gospodarki (GOS)
- Komisja Infrastruktury (INF)
- Komisja Kultury Fizycznej i Sportu (KFS)
- Komisja Kultury i Środków Przekazu (KSP)
- Komisja Łączności z Polakami za Granicą (LPG)
- Komisja Mniejszości Narodowych i Etnicznych (MNE)
- Komisja Obrony Narodowej (OBN)
- Komisja Ochrony Środowiska, Zasobów Naturalnych i Leśnictwa (OSZ)
- Komisja Odpowiedzialności Konstytucyjnej (ODK)
- Komisja Polityki Społecznej (POS)
- Komisja Regulaminowa i Spraw Poselskich (RSP)
- Komisja Rodziny i Praw Kobiet (ROD)
- Komisja Rolnictwa i Rozwoju Wsi (RRW)
- Komisja Rozwoju Przedsiębiorczości (ROP)
- Komisja Samorządu Terytorialnego i Polityki Regionalnej (STR)
- Komisja Skarbu Państwa (SUP)
- Komisja Spraw Zagranicznych (SZA)
- Komisja Sprawiedliwości i Praw Człowieka (SPC)
- Komisja Ustawodawcza (UST)
- Komisja Zdrowia (ZDR)

### IV kadencja[7]
- Komisja Administracji i Spraw Wewnętrznych (ASW)
- Komisja do Spraw Kontroli Państwowej (KOP)
- Komisja do Spraw Służb Specjalnych (KSS)
- Komisja do Spraw Unii Europejskiej (SUE)
- Komisja Edukacji, Nauki i Młodzieży (ENM)
- Komisja Etyki Poselskiej (EPS)
- Komisja Europejska (EUR) – zakończyła działalność 31 lipca 2004 roku
- Komisja Finansów Publicznych (FPB)
- Komisja Gospodarki (GOS)
- Komisja Infrastruktury (INF)
- Komisja Kultury Fizycznej i Sportu (KFS)
- Komisja Kultury i Środków Przekazu (KSP)
- Komisja Łączności z Polakami za Granicą (LPG)
- Komisja Mniejszości Narodowych i Etnicznych (MNE)
- Komisja Obrony Narodowej (OBN)
- Komisja Ochrony Środowiska, Zasobów Naturalnych i Leśnictwa (OSZ)
- Komisja Odpowiedzialności Konstytucyjnej (ODK)
- Komisja Polityki Społecznej i Rodziny (PSR)
- Komisja Regulaminowa i Spraw Poselskich (RSP)
- Komisja Rolnictwa i Rozwoju Wsi (RRW)
- Komisja Równego Statusu Kobiet i Mężczyzn (RKM)
- Komisja Samorządu Terytorialnego i Polityki Regionalnej (STR)
- Komisja Skarbu Państwa (SUP)
- Komisja Spraw Zagranicznych (SZA)
- Komisja Sprawiedliwości i Praw Człowieka (SPC)
- Komisja Ustawodawcza (UST)
- Komisja Zdrowia (ZDR)

### III kadencja[8]
- Komisja Administracji i Spraw Wewnętrznych (ASW)
- Komisja do Spraw Kontroli Państwowej (KOP)
- Komisja do Spraw Służb Specjalnych (KSS)
- Komisja Edukacji, Nauki i Młodzieży (ENM)
- Komisja Etyki Poselskiej (EPS)
- Komisja Finansów Publicznych (FPB)
- Komisja Gospodarki (GOS)
- Komisja Integracji Europejskiej (INE)
- Komisja Kultury Fizycznej i Turystyki (KFT)

- Komisja Kultury i Środków Przekazu (KSP)
- Komisja Łączności z Polakami za Granicą (LPG)
- Komisja Małych i Średnich Przedsiębiorstw (MSP)
- Komisja Mniejszości Narodowych i Etnicznych (MNE)
- Komisja Obrony Narodowej (OBN)
- Komisja Ochrony Konkurencji i Konsumentów (OKK)
- Komisja Ochrony Środowiska, Zasobów Naturalnych i Leśnictwa (OSZ)
- Komisja Odpowiedzialności Konstytucyjnej (ODK)
- Komisja Polityki Przestrzennej, Budowlanej i Mieszkaniowej (PBM)
- Komisja Polityki Społecznej (POS)
- Komisja Regulaminowa i Spraw Poselskich (RSP)
- Komisja Rodziny (ROD)
- Komisja Rolnictwa i Rozwoju Wsi (RRW)
- Komisja Samorządu Terytorialnego i Polityki Regionalnej (STR)
- Komisja Skarbu Państwa, Uwłaszczenia i Prywatyzacji (SUP)
- Komisja Spraw Zagranicznych (SZA)
- Komisja Sprawiedliwości i Praw Człowieka (SPC)
- Komisja Transportu i Łączności (TRL)
- Komisja Zdrowia (ZDR)

### II kadencja[9]
- Komisja Administracji i Spraw Wewnętrznych
- Komisja do Spraw Służb Specjalnych
- Komisja do Spraw Oświadczeń o Stanie Majątkowym
- Komisja Edukacji, Nauki i Postępu Technicznego
- Komisja Integracji Europejskiej
- Komisja Kultury i Środków Przekazu
- Komisja Łączności z Polakami za Granicą
- Komisja Młodzieży, Kultury Fizycznej i Sportu
- Komisja Mniejszości Narodowych i Etnicznych
- Komisja Obrony Narodowej
- Komisja Ochrony Środowiska, Zasobów Naturalnych i Leśnictwa
- Komisja Odpowiedzialności Konstytucyjnej
- Komisja Polityki Gospodarczej, Budżetu i Finansów
- Komisja Polityki Przestrzennej, Budowlanej i Mieszkaniowej
- Komisja Polityki Społecznej
- Komisja Przekształceń Własnościowych
- Komisja Regulaminowa i Spraw Poselskich
- Komisja Rolnictwa i Gospodarki Żywnościowej
- Komisja Samorządu Terytorialnego i Polityki Regionalnej
- Komisja Spraw Zagranicznych
- Komisja Sprawiedliwości i Praw Człowieka
- Komisja Stosunków Gospodarczych z Zagranicą (od 24 czerwca 1994 Komisja Stosunków Gospodarczych z Zagranicą i Gospodarki Morskiej)
- Komisja Systemu Gospodarczego i Przemysłu
- Komisja Handlu i Usług (od 24 czerwca 1994 Komisja Transportu, Łączności, Handlu i Usług)
- Komisja Ustawodawcza
- Komisja Zdrowia

### I kadencja[10]
- Komisja Administracji i Spraw Wewnętrznych
- Komisja do Spraw Układu Europejskiego
- Komisja Edukacji, Nauki i Postępu Technicznego
- Komisja Handlu i Usług
- Komisja Kultury i Środków Przekazu
- Komisja Łączności z Polakami za Granicą
- Komisja Młodzieży, Kultury Fizycznej i Sportu
- Komisja Mniejszości Narodowych i Etnicznych
- Komisja Obrony Narodowej
- Komisja Ochrony Środowiska, Zasobów Naturalnych i Leśnictwa
- Komisja Odpowiedzialności Konstytucyjnej
- Komisja Polityki Gospodarczej, Budżetu i Finansów
- Komisja Polityki Przestrzennej, Budowlanej i Mieszkaniowej
- Komisja Polityki Społecznej
- Komisja Przekształceń Własnościowych
- Komisja Regulaminowa i Spraw Poselskich
- Komisja Rolnictwa i Gospodarki Żywnościowej
- Komisja Samorządu Terytorialnego
- Komisja Spraw Zagranicznych
- Komisja Sprawiedliwości
- Komisja Stosunków Gospodarczych z Zagranicą i Gospodarki Morskiej
- Komisja Systemu Gospodarczego i Przemysłu
- Komisja Ustawodawcza
- Komisja Zdrowia

### X kadencja PRL[11]
- Komisja Administracji i Spraw Wewnętrznych
- Komisja Edukacji, Nauki i Postępu Technicznego
- Komisja Handlu i Usług
- Komisja Kultury i Środków Przekazu
- Komisja Łączności z Polakami za Granicą
- Komisja Młodzieży, Kultury Fizycznej i Sportu
- Komisja Mniejszości Narodowych i Etnicznych
- Komisja Obrony Narodowej
- Komisja Ochrony Środowiska, Zasobów Naturalnych i Leśnictwa
- Komisja Odpowiedzialności Konstytucyjnej
- Komisja Polityki Gospodarczej, Budżetu i Finansów
- Komisja Polityki Przestrzennej, Budowlanej i Mieszkaniowej
- Komisja Polityki Społecznej
- Komisja Przekształceń Własnościowych
- Komisja Regulaminowa i Spraw Poselskich
- Komisja Rolnictwa i Gospodarki Żywnościowej
- Komisja Samorządu Terytorialnego (powołana 21 lipca 1990)
- Komisja Samorządu Terytorialnego, Gospodarki Przestrzennej i Komunalnej (2 sierpnia 1989–21 lipca1990)
- Komisja Spraw Zagranicznych
- Komisja Sprawiedliwości
- Komisja Stosunków Gospodarczych z Zagranicą i Gospodarki Morskiej
- Komisja Systemu Gospodarczego i Polityki Przemysłowej (do 21 lipca1990 Komisja Systemu Gospodarczego, Przemysłu i Budownictwa)
- Komisja Ustawodawcza
- Komisja Zdrowia

## Komisje nadzwyczajne

### X kadencja
- Komisja Nadzwyczajna do spraw zmian w kodyfikacjach (NKK)
  - Podkomisja stała do spraw nowelizacji prawa karnego (NKK01S)
  - Podkomisja stała do spraw nowelizacji prawa cywilnego (NKK02S)
  - Podkomisja stała do spraw nowelizacji Kodeksu pracy oraz Kodeksu postępowania administracyjnego (NKK03S)
  - Podkomisja stała do spraw nowelizacji prawa wyborczego (NKK04S)
- Komisja Nadzwyczajna do rozpatrzenia projektów ustaw dotyczących prawa do przerywania ciąży (NPC)
- Komisja Nadzwyczajna do spraw działań przeciwpowodziowych i usuwania skutków powodzi z roku 2024 (NSP)
- Komisja Nadzwyczajna do spraw ochrony zwierząt (NOZ)
- Komisja Nadzwyczajna do rozpatrzenia projektów ustaw dotyczących rynku pracy oraz cudzoziemców przebywających na terytorium Rzeczypospolitej Polskiej (NZC)[12]

### IX kadencja
- Komisja Nadzwyczajna do spraw zmian w kodyfikacjach (NKK)
- Komisja Nadzwyczajna do spraw deregulacji (NDR)
- Komisja Nadzwyczajna do rozpatrzenia projektu ustawy o zmianie Konstytucji Rzeczypospolitej Polskiej (NZK)

### VIII kadencja
- Komisja Nadzwyczajna do spraw zmian w kodyfikacjach (NKK)
- Komisja Nadzwyczajna do spraw deregulacji (NDR)
- Komisja Nadzwyczajna do rozpatrzenia projektów ustaw z zakresu prawa wyborczego (NPW)
- Komisja Nadzwyczajna do rozpatrzenia projektu uchwały w sprawie zmiany Regulaminu Sejmu (NZR)[12]

### VII kadencja
- Komisja Nadzwyczajna do spraw zmian w kodyfikacjach (NKK)
- Komisja Nadzwyczajna do spraw związanych z ograniczaniem biurokracji (NDR)
- Komisja Nadzwyczajna do rozpatrzenia projektów ustaw z zakresu prawa spółdzielczego (NPS)
- Komisja Nadzwyczajna do spraw energetyki i surowców energetycznych (NES)
- Komisja Nadzwyczajna do rozpatrzenia niektórych projektów ustaw z zakresu zabezpieczenia społecznego (NZS)[12]
- Komisja Nadzwyczajna do rozpatrzenia poselskiego projektu ustawy o zmianie ustawy - Kodeks karny oraz ustawy Kodeks karny wykonawczy i rządowego projektu ustawy o postępowaniu wobec osób z zaburzeniami psychicznymi stwarzających zagrożenie życia, zdrowia lub wolności seksualnej innych osób (NZP)[12]

### VI kadencja
- Komisja Nadzwyczajna do rozpatrzenia niektórych projektów ustaw z zakresu prawa wyborczego (NOW)
- Komisja Nadzwyczajna do rozpatrzenia poselskich projektów ustaw o zmianie Konstytucji Rzeczypospolitej Polskiej (NZK)[12]
- Komisja Nadzwyczajna do rozpatrzenia projektów ustaw i uchwał dotyczących usuwania skutków i zapobiegania powodzi (NSP)[12]
- Komisja Nadzwyczajna do rozpatrzenia rządowego projektu ustawy o szczególnych rozwiązaniach związanych z usuwaniem skutków powodzi (NPO)[12]
- Komisja Nadzwyczajna do spraw zmian w kodyfikacjach (NKK)
- Komisja Nadzwyczajna „Przyjazne Państwo” do spraw związanych z ograniczaniem biurokracji (NPP)
- Komisja Nadzwyczajna do rozpatrzenia rządowych projektów ustaw: o przygotowaniu i realizacji inwestycji w zakresie obiektów energetyki jądrowej oraz inwestycji towarzyszących, o zmianie ustawy - Prawo atomowe oraz o zmianie niektórych innych ustaw (NPA)[12]
- Komisja Nadzwyczajna do rozpatrzenia projektów ustaw o zmianie Konstytucji Rzeczypospolitej Polskiej oraz projektów ustaw z nimi związanych (NKZ)

### V kadencja
- Komisja Nadzwyczajna do spraw zmian w kodyfikacjach (NKK)
- Komisja Nadzwyczajna do rozpatrzenia rządowego projektu ustawy o rekompensatach za przejęte przez państwo nieruchomości oraz niektóre inne składniki mienia (NRM)
- Komisja Nadzwyczajna do rozpatrzenia projektów ustaw związanych z koalicyjnym programem rządowym "Solidarne Państwo" (NSP)
- Komisja Nadzwyczajna do rozpatrzenia projektów ustaw o zmianie Konstytucji Rzeczypospolitej Polskiej oraz o zmianie niektórych innych ustaw (NUS)
- Komisja Nadzwyczajna do rozpatrzenia przedstawionych przez Prezydenta RP projektów ustaw o Służbie Kontrwywiadu Wojskowego i o Służbie Wywiadu Wojskowego oraz o przepisach wprowadzających te ustawy (NSW)[12]
- Komisja Nadzwyczajna do rozpatrzenia przedstawionych przez Prezydenta RP projektów ustaw o zmianie Konstytucji Rzeczypospolitej Polskiej oraz o zmianie ustawy - Kodeks postępowania karnego (NZK)[12]
- Komisja Nadzwyczajna do rozpatrzenia projektów ustaw o zmianie ustawy o Instytucie Pamięci Narodowej - Komisji Ścigania Zbrodni przeciwko Narodowi Polskiemu oraz projektu ustawy o ujawnianiu informacji o dokumentach organów bezpieczeństwa państwa komunistycznego (NIP)[12]
- Komisja Nadzwyczajna do rozpatrzenia przedstawionego przez Prezydenta RP projektu ustawy o zmianie ustawy o ujawnianiu informacji o dokumentach organów bezpieczeństwa państwa z lat 1944-1990 oraz treści tych dokumentów (NUL)[12]
- Komisja Nadzwyczajna do rozpatrzenia poselskiego projektu ustawy o zmianie Konstytucji Rzeczypospolitej Polskiej (NKON)[12]

### IV kadencja
- Komisja Nadzwyczajna do spraw zmian w kodyfikacjach (NKK)
- Komisja Nadzwyczajna do spraw zmian w Regulaminie Sejmu Rzeczypospolitej Polskiej (NZR)
- Komisja Nadzwyczajna do rozpatrzenia projektów ustaw związanych z rządowym "Programem uporządkowania i ograniczenia wydatków publicznych" (NUW)
- Komisja Nadzwyczajna do rozpatrzenia projektu ustawy - Prawo spółdzielcze (NPS)
- Komisja Nadzwyczajna do rozpatrzenia rządowego projektu ustawy o działalności lobbingowej (NDL)[12]
- Komisja Nadzwyczajna do rozpatrzenia projektów ustaw związanych z programem rządowym "Przedsiębiorczość - Rozwój - Praca" (NPR)[12]
- Komisja Nadzwyczajna do rozpatrzenia rządowego projektu ustawy o informatyzacji działalności niektórych podmiotów realizujących zadania publiczne (NIF)[12]
- Komisja Nadzwyczajna do rozpatrzenia rządowego projektu ustawy o Agencji Bezpieczeństwa Wewnętrznego, Agencji Wywiadu oraz zmianie niektórych ustaw (NAW)[12]
- Komisja Nadzwyczajna do rozpatrzenia rządowego projektu ustawy o Wojskowych Służbach Informacyjnych (NWI)[12]
- Komisja Nadzwyczajna do rozpatrzenia projektów ustaw dotyczących stanów nadzwyczajnych (NSN)[12]

### III kadencja
- Komisja Nadzwyczajna do spraw zmian w kodyfikacjach (NKK)
- Komisja Nadzwyczajna do rozpatrzenia projektów ustaw dotyczących spółdzielczości (NSM)
- Komisja Nadzwyczajna do rozpatrzenia projektów ustaw dotyczących problematyki ubezpieczeń społecznych (NPS)
- Komisja nadzwyczajna - Komisja Prawa Europejskiego (NPE)
- Komisja Nadzwyczajna do rozpatrzenia projektów ustaw dotyczących prawa obywateli do uzyskiwania informacji o działalności organów władzy publicznej oraz osób pełniących funkcje publiczne, a także dotyczących jawności procedur decyzyjnych i grup interesów (NDI)
- Komisja Nadzwyczajna do rozpatrzenia projektu uchwały Sejmu Rzeczypospolitej Polskiej w sprawie zmiany Regulaminu Sejmu (NRES)[12]
- Komisja Nadzwyczajna do rozpatrzenia pilnych rządowych projektów ustaw (NOC)[12]
- Komisja Nadzwyczajna do zmian w kodyfikacjach dotyczących wykroczeń (NKW)[12]
- Komisja Nadzwyczajna do rozpatrzenia projektów ustaw dotyczących powszechnego dostępu do archiwów i dokumentacji byłych organów bezpieczeństwa państwa (NAD)[12]
- Komisja Nadzwyczajna do rozpatrzenia rządowych projektów ustaw o zmianie niektórych ustaw określających kompetencje organów administracji publicznej oraz do rozpatrzenia innych projektów ustaw związanych z wdrażaniem reformy administracji publicznej (NUK)[12]
- Komisja Nadzwyczajna do rozpatrzenia projektów ustaw dotyczących ustroju oraz samorządu miasta stołecznego Warszawy (NUW)[12]
- Komisja Nadzwyczajna do rozpatrzenia projektów ustaw dotyczących ubezpieczeń społecznych (NUS)[12]
- Komisja Nadzwyczajna do rozpatrzenia rządowego projektu ustawy o ochronie informacji niejawnych (NIN)[12]
- Komisja Nadzwyczajna do rozpatrzenia projektów ustaw dotyczących wynagrodzenia osób pełniących niektóre funkcje publiczne, a także osób zatrudnionych w niektórych zakładach pracy (NWP)[12]
- Komisja Nadzwyczajna do rozpatrzenia projektu ustawy o reprywatyzacji nieruchomości i niektórych ruchomości osób fizycznych przejętych przez Państwo lub gminę miasta stołecznego Warszawy oraz o rekompensatach (NUR)[12]
- Komisja Nadzwyczajna do rozpatrzenia projektów ordynacji wyborczych do Sejmu i do Senatu oraz o zmianie ustawy o wyborze Prezydenta Rzeczypospolitej Polskiej (NOW)[12]
- Komisja Nadzwyczajna do rozpatrzenia projektów ustaw dotyczących funkcjonowania banków spółdzielczych (NBS)[12]
- Komisja Nadzwyczajna do rozpatrzenia projektu ustawy o zamówieniach publicznych (NZP)[12]

### II kadencja
- Komisja Nadzwyczajna do rozpatrzenia projektu ustawy o samorządzie powiatowym i projektu ustawy o zakresie działania dużych miast
- Komisja Nadzwyczajna do rozpatrzenia projektu ustawy o państwowej służbie cywilnej oraz oceny innych regulacji prawnych dotyczących statusu pracowników urzędów państwowych
- Komisja Nadzwyczajna do rozpatrzenia projektów ustaw o powszechnym ubezpieczeniu zdrowotnym oraz projektu ustawy o świadczeniach zdrowotnych gwarantowanych przez państwo ze środków publicznych
- Komisja Nadzwyczajna do Spraw Kodyfikacji Karnych
- Komisja Nadzwyczajna do rozpatrzenia projektów ustaw dotyczących reformy Centrum Administracyjnego i Gospodarczego Rządu (od 14-03-1996)
- Komisja Nadzwyczajna do rozpatrzenia projektów ustaw lustracyjnych
- Komisja Nadzwyczajna do zbadania zasadności zarzutów Najwyższej Izby Kontroli w stosunku do niektórych byłych ministrów współpracy gospodarczej z zagranicą
- Komisja Nadzwyczajna do rozpatrzenia projektów ustaw dotyczących reformy systemu ubezpieczeń społecznych
- Komisja Nadzwyczajna do spraw Paktu o Przedsiębiorstwie Państwowym w Trakcie Przekształceń[12]
- Komisja Nadzwyczajna do zbadania działalności rządu w okresie od 30 maja do 14 października 1993 r[12]
- Komisja Nadzwyczajna do rozpatrzenia projektów ustaw konstytucyjnych o zmianie ustawy konstytucyjnej o trybie przygotowania i uchwalenia Konstytucji Rzeczypospolitej Polskiej[12]
- Komisja Nadzwyczajna do rozpatrzenia projektów ustaw dotyczących spółdzielczości[12]
- Komisja Nadzwyczajna do rozpatrzenia projektu ustawy - ordynacja wyborcza do rad gmin[12]
- Komisja Nadzwyczajna do rozpatrzenia projektów ustaw o ustroju samorządowym Warszawy[12]
- Komisja Nadzwyczajna do rozpatrzenia pilnego rządowego oraz poselskiego projektów ustaw o zamówieniach publicznych)[12]
- Komisja Nadzwyczajna do spraw kodeksu pracy[12]
- Komisja Nadzwyczajna do rozpatrzenia projektu ustawy ratyfikacji konkordatu między Stolicą Apostolską a Rzecząpospolitą Polską[12]
- Komisja Nadzwyczajna do rozpatrzenia projektów ustaw dotyczących komercjalizacji i prywatyzacji przedsiębiorstw państwowych )[12]
- Komisja Nadzwyczajna do rozpatrzenia raportu o polityce regionalnej wraz z aneksem pt. Procesy zróżnicowań regionalnych w latach 1990-1994 oraz zasady polityki regionalnej państwa[12]
- Komisja Nadzwyczajna do zbadania zgodności z prawem działań organów państwowych dotyczących wniosku o wszczęcie postępowania przygotowawczego w sprawie popełnienia przestępstwa przeciwko bezpieczeństwu państwa, skierowanego w dniu 19 grudnia 1995 r. przez ministra spraw wewnętrznych do Naczelnej Prokuratury Wojskowej oraz realizacji tego wniosku[12]

### I kadencja
- Komisja Nadzwyczajna do rozpatrzenia projektów ustaw konstytucyjnych Karta Praw i Wolności oraz Przepisy wprowadzające ustawę konstytucyjną - Karta Praw i Wolności
- Komisja do zbadania wykonania uchwały Sejmu RP z dnia 14 lutego 1992 r. w sprawie przeciwdziałania patologicznym zjawiskom niegospodarności, nadużyć i korupcji w gospodarce, powołana na podstawie art. 23 ust. 5 Konstytucji Rzeczypospolitej Polskiej
- Komisja Nadzwyczajna do rozpatrzenia projektów ustaw w ramach Paktu o przedsiębiorstwie państwowym
- Komisja Nadzwyczajna do zbadania skutków stanu wojennego
- Komisja Nadzwyczajna do rozpatrzenia projektu ustawy o ochronie prawnej dziecka poczętego[12]
- Komisja Nadzwyczajna do rozpatrzenia projektu ustawy konstytucyjnej o wzajemnych stosunkach między władzą ustawodawczą i wykonawczą Rzeczypospolitej Polskiej[12]
- Komisja do zbadania sprawy oświadczenia Ministra Obrony Narodowej z dnia 6 kwietnia 1992 r., powołana na podstawie art. 23 ust. 5 Konstytucji Rzeczypospolitej Polskiej[12]
- Komisja Nadzwyczajna do rozpatrzenia projektu ustawy Ordynacja wyborcza do Sejmu Rzeczypospolitej Polskiej
- Komisja Nadzwyczajna do rozpatrzenia projektów ustaw o zmianie ustawy Prawo spółdzielcze[12]
- Komisja do badania wykonywania przez Ministra Spraw Wewnętrznych uchwały Sejmu Rzeczypospolitej Polskiej z dnia 28 maja 1992 r. powołana na podstawie art.23 ust.5 Konstytucji Rzeczypospolitej Polskiej[12]
- Komisja Nadzwyczajna do rozpatrzenia projektu Ustawy Konstytucyjnej o powoływaniu i odwoływaniu Rządu oraz innych zmianach dotyczących najwyższych organów Państwa[12]

### X kadencja PRL
- Komisja Konstytucyjna
- Komisja Nadzwyczajna do zbadania sprawy importu alkoholi
- Komisja Nadzwyczajna do rozpatrzenia projektu ustawy o ochronie prawnej dziecka poczętego
- Komisja Nadzwyczajna do rozpatrzenia projektów ustaw dotyczących spółdzielczości Komisja Nadzwyczajna do rozpatrzenia niektórych inicjatyw ustawodawczych
- Komisja Nadzwyczajna do rozpatrzenia sprawozdania Państwowej Komisji Wyborczej oraz dekretów Rady Państwa[12]
- Komisja Nadzwyczajna do rozpatrzenia projektu ustawy o podwyższeniu w 1989 r. wynagrodzeń za pracę w związku ze zmianami cen detalicznych towarów i usług konsumpcyjnych[12]
- Komisja Nadzwyczajna do rozpatrzenia projektów ustaw związanych ze stabilizacją gospodarczą oraz zmianami systemowymi
- Komisja Nadzwyczajna do rozpatrzenia projektów ustaw dotyczących samorządu terytorialnego[12]
- Komisja Nadzwyczajna do spraw przeanalizowania i oceny działalności ustępującego rządu[12]
- Komisja do rozpatrzenie sprawozdania Państwowej Komisji Wyborczej oraz protestów wyborczych wraz z opinią Sądu Najwyższego w tej sprawie[12]
- Komisja Nadzwyczajna do rozpatrzenia projektów ustaw dotyczących zmian systemowych w gospodarce[12]
- Komisja Nadzwyczajna do zbadania działań policji wobec rolników protestujących w Mławie oraz w gmachu Ministerstwa Rolnictwa i Gospodarki Żywnościowej a także w stosunku do obecnych w gmachu Ministerstwa posłów[12]
- Komisja Nadzwyczajna do rozpatrzenia rządowego projektu ustawy konstytucyjnej o wydawaniu przez Radę Ministrów rozporządzeń z mocą ustawy[12]
- Komisja Nadzwyczajna do zbadania działalności Ministerstwa Spraw Wewnętrznych[12]

## Komisje śledcze

### X kadencja
- Komisja śledcza ds. wyborów korespondencyjnych (SKGK).
- Komisja śledcza ds. afery wizowej (SKPC).
- Komisja śledcza ds. Pegasusa (SKPG).

### VIII kadencja
- Komisja śledcza do zbadania prawidłowości i legalności działań organów i instytucji publicznych wobec podmiotów wchodzących w skład Grupy Amber Gold (SKAG).
- Komisja Śledcza do zbadania prawidłowości i legalności działań oraz występowania zaniedbań i zaniechań organów i instytucji publicznych w zakresie zapewnienia dochodów Skarbu Państwa z tytułu podatku od towarów i usług i podatku akcyzowego (SKVAT).

### VI kadencja
- Komisja śledcza do zbadania sprawy przebiegu procesu legislacyjnego ustaw nowelizujących ustawę z dnia 29 lipca 1992 o grach i zakładach wzajemnych (KSGZ).
- Komisja Śledcza do zbadania okoliczności porwania i zabójstwa Krzysztofa Olewnika (SKKO).
- Komisja śledcza do zbadania sprawy zarzutu nielegalnego wywierania wpływu na funkcjonariuszy policji, służb specjalnych, prokuratorów i osoby pełniące funkcje w organach wymiaru sprawiedliwości
- Komisja śledcza do zbadania okoliczności tragicznej śmierci byłej posłanki Barbary Blidy (SKBB).

### V kadencja
- Komisja śledcza ds. banków i nadzoru bankowego (SPSB).

### IV kadencja
- Komisja śledcza ds. prywatyzacji PZU (SPZU).
- Komisja śledcza w sprawie PKN Orlen (SORN).
- Komisja śledcza w sprawie afery Rywina (SRTV) – pierwsza sejmowa komisja śledcza w III RP.